# Orazio Mattei
Orazio Mattei  (né en 1621 à Rome, alors capitale des États pontificaux et mort le 18 janvier 1688 dans la même ville) est un cardinal italien du XVIIe siècle.

## Biographie
Orazio Mattei exerce diverses fonctions au sein de la Curie romaine, notamment comme gouverneur des villes d'Orvieto et Camerino, au Tribunal suprême de la Signature apostolique, comme vice-légat pontifical à Avignon en 1670 et 1671, comme auditeur à la Rote romaine et comme préfet du palais apostolique.
Il est nommé archevêque titulaire de Damas (de) en 1675. Le pape Innocent XI le crée cardinal lors du consistoire du 2 septembre 1686.

### Sources
- Fiche du cardinal Orazio Mattei sur le site fiu.edu